# Adolfo Lutz

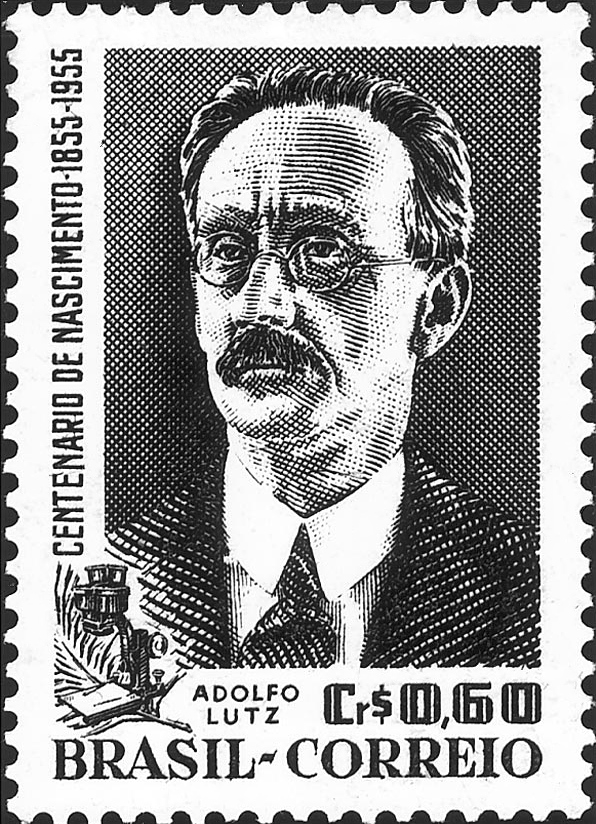
Adolfo Lutz auf einer brasilianischen Briefmarke 1955

Adolfo Lutz, auch Adolpho Lutz,  (* 6. Oktober 1855 in Rio de Janeiro; † 18. Dezember 1940 ebenda) war ein brasilianischer Mediziner (Epidemiologie, Tropenmedizin), Zoologe und Pionier der Bakteriologie in Brasilien.

## Leben
Seine Eltern Gustav Lutz und Mathilde Oberteuffer stammten aus Bern, wo Lutz zunächst Medizin mit dem Abschluss 1879 studierte, bevor er danach noch experimentelle Techniken der Medizin bei Joseph Lister in London, Leipzig, Wien, Prag und Paris (bei Louis Pasteur) studierte. 1881 kehrte er nach Brasilien zurück und arbeitete an einer Klinik in Limeira im Bundesstaat São Paulo. Da er in die Forschung tätig werden wollte, ging er 1887 nach Hamburg, wo er bei dem Dermatologen Paul Gerson Unna studierte und sich auf Infektionskrankheiten und Tropenmedizin spezialisierte. Danach war er Direktor des Hospitals von Kalihi in Honolulu und befasste sich dort mit Lepra, heiratete, war ein halbes Jahr in San Francisco und kehrte 1892 nach São Paulo zurück, wo er das Bakteriologische Institut des Bundesstaats leitete (heute nach ihm Instituto Adolfo Lutz genannt). Der erste Direktor, ein Franzose, hatte kurz zuvor gekündigt, als ein Mitarbeiter an Gelbfieber starb.  Mit zwei anderen später in Brasilien bekannten Ärzten, Emilio Ribas (1862–1925) und Vital Brazil (1865–1950), bekämpfte er einen Ausbruch von Beulenpest in Santos. Ribas wurde 1898 Leiter der Gesundheitsbehörde von Sao Paulo und einer der Gründer des Butantan-Instituts für Serum-Entwicklung, an dem auch Vital Brazil wirkte und dort Spezialist für Seren gegen Schlangenbisse wurde. Lutz arbeitete eng mit beiden zusammen. 1908 ging Lutz in den Ruhestand und forschte weiter am Instituto Oswaldo Cruz in Rio de Janeiro (gegründet von Oswaldo Cruz), an dem er Leiter der medizinischen Zoologie war.
Er untersuchte – gleich nachdem Walter Reed den Gelbfieber-Erreger fand – die Übertragungswege über Aedes aegypti und er identifizierte die südamerikanische Blastomykose, verursacht durch Paracoccidioides brasiliensis (auch Lutz-Splendore-de-Almeida-Krankheit genannt). Lutz reiste viel – auch in entlegene Gebiete Brasiliens (am São-Francisco-Fluss und Paraná) – um Infektions- und Tropenkrankheiten wie Beulenpest, Pocken, Typhus, Cholera, Malaria, Hakenwürmer (Ankylostomiasis), Bilharziose und Leishmaniose zu bekämpfen. Er war auch einer der Pioniere in der Verwendung heimischer Pflanzen für die Medizin (Ethnopharmakologie), wobei er ein Herbarium von 3000 Pflanzen anlegte und beschrieb als Zoologe einige neue Arten von Amphibien und Insekten.
In Honolulu traf er die englische Krankenschwester Amy Chesshyre Fowler und heiratete sie. Seine Tochter Bertha Lutz (1894–1976) war eine Herpetologin, Politikerin und Feministin.

## Ehrungen
1926 wurde er zum Mitglied der Deutschen Akademie der Naturforscher Leopoldina gewählt.

## Schriften (Auswahl)
- Beiträge zur Kenntnis der brasilianischen Tabaniden. In: Revista da Sociedade Scientífica de Sao Paulo, 1 (1905), Nr. 1 (Juni), S. 17–32; Nr. 2–4 (Sept.), S. 172–175.[2]